# Folgore-klass
Folgore-klassen var en klass av fyra jagare som byggdes för Regia Marina (den kungliga italienska flottan) på 1930-talet. Inget av fartygen överlevde andra världskriget.

## Design och beskrivning
Folgore-klassens jagare var extremt lika den föregående Freccia-klassen, även om deras bredd minskades i ett misslyckat försök att förbättra deras hastighet jämfört med de tidigare fartygen. Fartygen hade en total längd på 96,05 meter, en bredd på 9.2 meter och ett djupgående på mellan 3,3-4,3 meter. Deras deplacement var 1 238 ton vid standardlast och 2 090 ton vid fullast. Under krigstid var deras bemanning 185 officerare och värnpliktiga sjömän.
Folgore-klassen drevs av två växlade Belluzzo-ångturbiner som drev var sin propelleraxel med hjälp av ånga från tre Thornycroft-pannor. Turbinerna var konstruerade för att producera 44 000 hästkrafter (33 000 kW) och en hastighet på 30 knop (56 km/h) i drift, men fartygen nådde hastigheter på 38-39 knop (70-72 km/h) under vissa provturer till havs. De rymde tillräckligt med brännolja för att ge dem en räckvidd på 3 600 nautiska mil (6 700 km) vid en hastighet på 12 knop (22 km/h).
Deras huvudbatteri bestod av fyra Cannone da 12 cm/50 A Modello 1926-kanoner i två dubbelkanontorn, ett vardera för och akter om överbyggnaden. Fartygens luftvärn bestod av av ett par Cannone da 40 mm/39 luftvärnskanoner i enkelfästen midskepps och ett par dubbla kanonfästen för Breda 13,2-millimeters Modello 1931 kulsprutor. De var utrustade med sex 53,3 cm torpedtuber i två trippelfästen midskepps. Även om fartygen inte var utrustade med sonar för ubåtsjakt, var de utrustade med ett par sjunkbombskastare. De kunde också bära 52 sjöminor.

## Skepp i klassen
- Baleno

Byggd av CNQ Fiume, färdigställd 15 juni 1932.
Den 14 juni 1940 sänkte hon ubåten HMS Odin i Tarantobukten.
Den 16 april 1941 blev hon skadad av de brittiska jagarna Jervis, Nubian, Mohawk och Janus under slaget om Tarigo-konvojen, gick på grund och sjönk följande morgon. Endast 37 ur besättningen överlevde.
- Folgore

Byggd av OC Partenopei, Neapel, färdigställd den 1 juli 1932.
Sänktes den 2 december 1942 av brittiska kryssare ur Force Q under slaget vid Skerki Bank, när hon försökte skydda den konvoj hon eskorterade. 124 man, inklusive befälhavaren Lt. Cdr. Ener Bettica, sjönk med fartyget.
- Fulmine

Byggd av CNQ Fiume, färdigställd 14 september 1932.
Sänktes den 9 november 1941 av brittiska ytfartyg från Force K under slaget om Duisburgkonvojen. 141 man omkom, bland dem befälhavaren kaptenlöjtnant Mario Milano.
- Lampo

Byggd av OC Partenopei, Neapel, färdigställd 13 augusti 1932.
Skadades svårt av brittiska jagare den 16 april 1941 under slaget om Tarigo-konvojen och gick på grund med 141 av sina 205 besättningsmän dödade i strid, men hon bärgades senare och togs åter i tjänst. Hon sänktes av bombplan den 30 april 1943 utanför Kap Bon, när hon transporterade ammunition till Tunisien, med 60 av 213 besättningsmän omkomna.

### Turkiska fartyg
Fyra liknande fartyg byggdes i Italien för den turkiska flottan:
- Tinaztepe-klassens jagare liknade de italienska fartygen men var utrustade med två skorstenar. Dessa fartyg byggdes av Cantiere navale di Riva Trigoso.
- Jagarna i Adatepe-klassen ändrades till att ha fyra enkelmonterade kanoner istället för två dubbla kanoner och förlängdes för att kompensera för detta. Dessa fartyg byggdes av Ansaldo i Genua.